# جهاد البناء
جهاد البناء، یک بنیاد توسعه‌محور مشابه جهاد سازندگی ایران، در لبنان است که توسط حزب‌الله اداره می‌شود. هدف این سازمان، کمک به کاهش پیامدهای جنگ داخلی لبنان و مقاومت حزب‌الله علیه اسرائیل است.
این سازمان، به دلیل پروژه‌های ساخت‌وساز زیربنایی، پروژه‌های آموزشی و کمک به پناه دادن به پناهندگان درگیری‌های مختلف که اخیراً، لبنان را گرفتار کرده است، به خوبی شناخته شده است. این بنیاد تا سال ۱۹۹۳، ۱۲۰۰ خانه و تا سال ۲۰۰۶، ۱۶۰۰۰ خانه ساخته بود. ستاد سازمان جهاد البناء در ضاحیه جنوبی بیروت قرار دارد.
این گروه توسط دفتر کنترل سرمایه‌های خارجی آمریکا، به عنوان یک گروه ویژه تروریستی جهانی تعیین شده است که به آمریکا اجازه می‌دهد تا دارایی‌های افراد و نهادهای خارجی را که دارای ارتکاب یا خطر قابل‌توجهی برای اقدامات تروریستی هستند، مسدود کند.